# Solarana
Solarana község Spanyolországban, Burgos tartományban. Solarana Pineda Trasmonte, Lerma, Quintanilla del Agua y Tordueles, Nebreda és Cilleruelo de Arriba községekkel határos. Lakosainak száma 77 fő (2024).

## Népesség
A település népessége az utóbbi években az alábbiak szerint változott:
| Lakosok száma | 114  | 104  | 105  | 107  | 102  | 89   | 88   | 74   | 73   | 77   |
|               | 2001 | 2004 | 2006 | 2009 | 2011 | 2014 | 2016 | 2019 | 2021 | 2024 |